# Verdrag van Jaffa (1229)

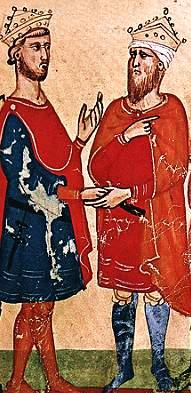
Frederik II (links) en Al-Kamil (rechts) bezegelen de vrede met een handdruk (manuscript van Nuova cronica door Giovanni Villani).

Het Verdrag van Jaffa, ook wel Vrede van Jaffa genoemd, was een op 18 februari 1229 bezegeld tien jaar durend verdrag tussen keizer Frederik II en sultan al-Kamil van Egypte.
Sultan al-Kamil had Frederik eigenlijk willen gebruiken als machtsmiddel tegen zijn broer al-Mu'azzam, die de sultan van Syrië was. Deze was echter al in 1227 overleden, waardoor Frederik - toen hij in 1228 eindelijk aankwam in het Heilige Land, voor al-Kamil vooral een doorn in het oog. Frederik wist door te dreigen met geweld en ondertussen een diplomatiek offensief in te zetten - iets waarin hij door zijn intelligentie, opleiding en gevoel voor hoofse cultuur in uitblonk - wist hij al-Kamil uiteindelijk zover te krijgen om de Heilige steden en een kuststrook van Israël aan hem te overhandigen. De sultan overhandigde Jeruzalem aan Frederik II, die evenwel moest beloven geen nieuwe stadsmuren te bouwen, en door deze vrede kregen de christenen een grotere bewegingsvrijheid in Palestina. Hiermee was de Zesde Kruistocht voor Frederik II afgesloten.
Omdat Frederik was geëxcommuniceerd, kroonde hij zichzelf op 12 maart 1229 tot koning van Jeruzalem. Terwijl dit gebeurde, haastte de Patriarch van Jeruzalem zich naar de stad, gewapend met de opdracht tot een interdict van de stad van de hand van paus Gregorius IX. De Frankische vorsten accepteerden Frederik II als regent voor de koning Koenraad (Frederiks zoon, die via zijn moeder van de bloedlijn van de koningen van Jeruzalem was), maar weigerden in alles zijn directe gezag te accepteren. Volgens de tradities van het Koninkrijk Jeruzalem waren er duidelijke grenzen aan wat de koning wel en niet mocht. Als gevolg hiervan kwam Frederik in conflict met een aantal van hen. Dit conflict duurde nog zo'n tien jaar, tot aan de dood van Richard Filangieri, de Italiaanse vertegenwoordiger van Frederik in het koninkrijk. Ten slotte kreeg Frederik nog onenigheid met de Tempeliers omdat hij de Duitse Orde meer rechten wou geven in het Heilig Land. Uiteindelijk verliet hij Akko en keerde terug naar Sicilië, waar hij eerst en vooral de bezittingen van de Tempeliers in beslag liet nemen. In 1244 ging Jeruzalem definitief voor het westen verloren.